# کلبرا (کیفرهویزر)
شهر کلبرا (به آلمانی: Kelbra) در ایالت زاکسن-آنهالت در کشور آلمان واقع شده‌است.